# Хакимзода, Курбон
Курбон Хакимзода (тадж. Қурбон Ҳакимзода) — депутат Маджлиси Милли Маджлиси Оли Республики Таджикистан VI созыва. Министр сельского хозяйства Республики Таджикистан (с 5 января 2023). Председатель Хатлонской области (2019—2023).

## Биография
Курбон Хакимзода родился 1 апреля 1966 года в Гафуровском районе. Национальность: таджик. В 1988 году окончил Таджикский сельскохозяйственный институт. Специальность: агроном-ученый. Кандидат сельскохозяйственных наук. Депутат Собрания народных депутатов Хатлонской области.
- 1983-1988 гг. — студент Таджикского сельскохозяйственного института, г. Душанбе.
- 1988-1993 — агроном колхоза им. Урунходжаев, Бободжон Гафуровский район
- 1993-1995 гг. — председатель Производственного объединения «Сельхозимия» Гафуровского района.
- 1995-1996 гг. — заместитель председателя Производственного объединения «Облсельхозхимия», г.Худжанд.
- 1996 (07-09) — Специалист АПК Согдийской области, г.Худжанд
- 1996-1999 гг. — председатель Комитета по землеустройству Согдийской области, г.Худжанд.
- 1999-2002 гг. — начальник управления сельского хозяйства Согдийской области, г.Худжанд.
- 2002-2004 гг. — заместитель председателя Бободжон Гафуровского района.
- 2004-2006 гг. — Первый заместитель начальника управления сельского хозяйства Согдийской области, г.Худжанд
- 2006 (02-12) — Начальник управления сельского хозяйства Согдийской области, г.Худжанд
- 2006-2008 гг. — Заместитель председателя Согдийской области, г.Худжанд
- 2008 (01-03) — и.о. председателя Зафарабадского района Согдийской области
- 2008-2010 гг. — председатель Зафарабадского района Согдийской области.
- 2010 (06-09) — исполняющий обязанности председателя Фархорского района Хатлонской области.
- 2010-2013 гг. —председатель Фархорского района Хатлонской области.
- 2013-2018 гг. — Первый заместитель Председателя Хатлонской области.
- 2018-2019 гг. — Председатель Государственного комитета по землеустройству и геодезии Республики Таджикистан.
- С 14 января 2019 года по 5 января 2023 года – председатель Хатлонской области[1].
- С 17 апреля 2020 года – депутат Маджлиси Милли Маджлиси Оли Республики Таджикистан VI созыва. [2]
- С 5 января 2023 — Министр сельского хозяйства Республики Таджикистан[3].